# Telenet Trophy 2010

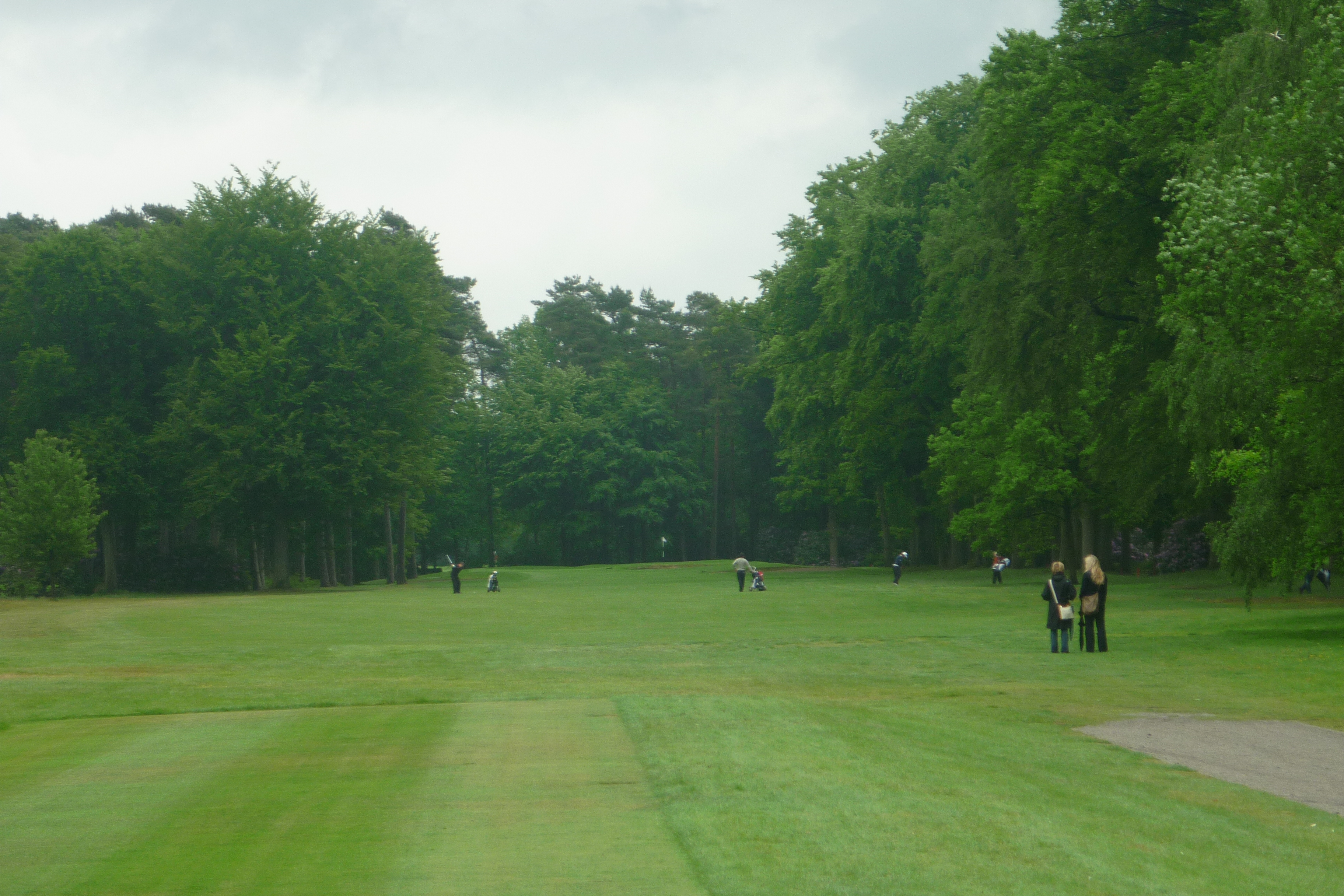
Hole 10

De Telenet Trophy is het Belgische golftoernooi op de Europese Challenge Tour. De Telenet Trophy van 2010 wordt van 27-30 mei gehouden op de Rinkven Golf Club. Titelhouder is François Calmels.

## De baan
Vorig jaar is de baan van 27 naar 36 holes uitgebreid. De Championship Course heeft sinds 2007 een baanrecord van 68, dit staat op naam van Didier De Vooght. Voor dit toernooi worden de eerste negen holes van de Championship Course en de tweede negen holes van de Old Course gebruikt. Voor deze baan is tijdens de eerste ronde van dit toernooi door Lee Slattery een baanrecord gevestigd van 64 (−8).
| Hole   | 1   | 2   | 3   | 4   | 5   | 6   | 7   | 8   | 9   | Out  | 10  | 11  | 12  | 13  | 14  | 15  | 16  | 17  | 18  | In   | Totaal      |
| ------ | --- | --- | --- | --- | --- | --- | --- | --- | --- | ---- | --- | --- | --- | --- | --- | --- | --- | --- | --- | ---- | ----------- |
| Meters | 357 | 338 | 160 | 347 | 161 | 380 | 477 | 332 | 483 | 3035 | 347 | 171 | 354 | 300 | 467 | 175 | 310 | 514 | 383 | 3021 | Totaal 6056 |
| Yards  | 380 | 370 | 175 | 379 | 176 | 416 | 522 | 363 | 528 | 3319 | 379 | 187 | 387 | 328 | 511 | 191 | 339 | 562 | 419 | 3303 | 6622        |
| Par    | 4   | 4   | 3   | 4   | 3   | 4   | 5   | 4   | 5   | 36   | 4   | 3   | 4   | 4   | 5   | 3   | 4   | 5   | 4   | 36   | 72          |

## Verslag

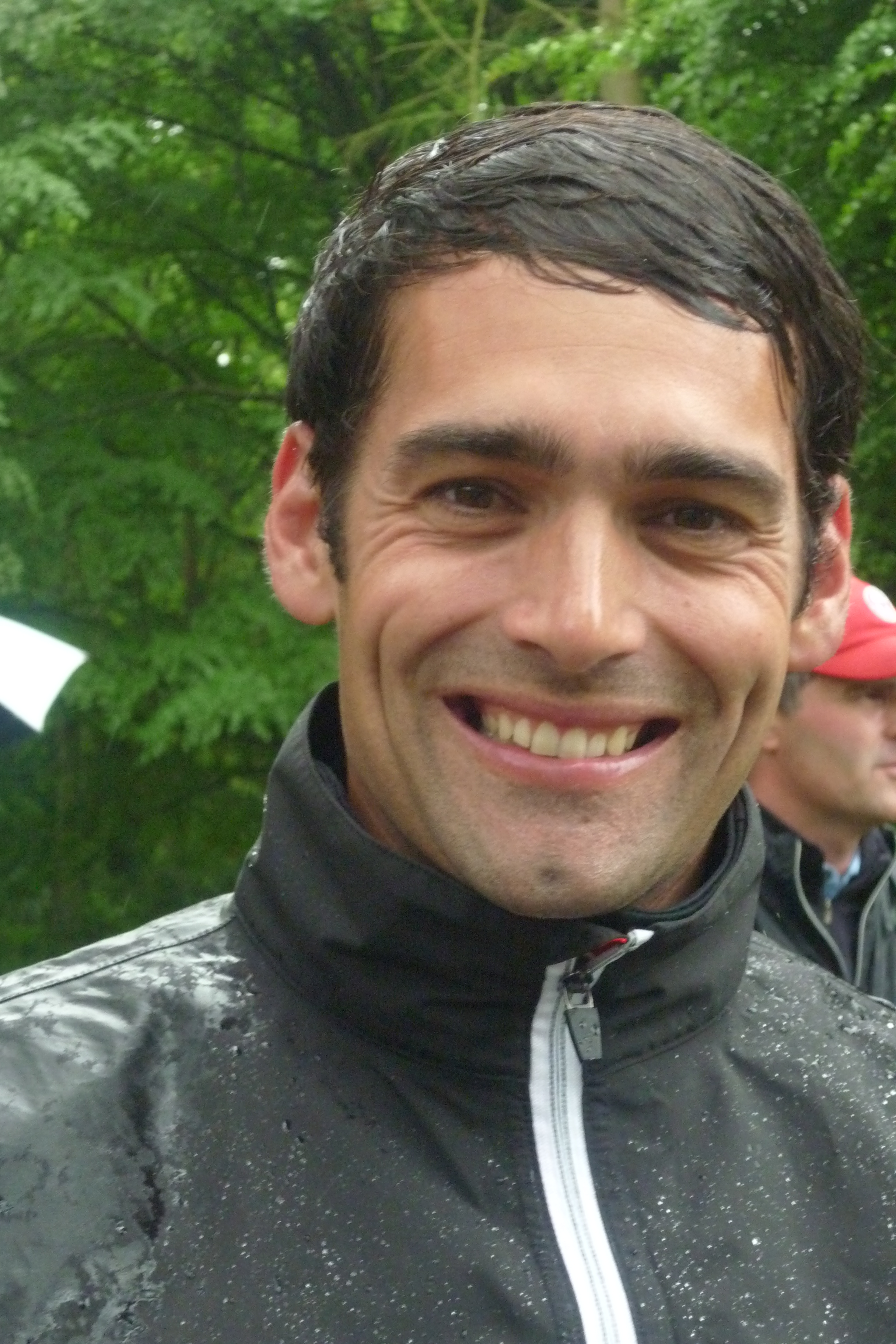
Lee Slattery

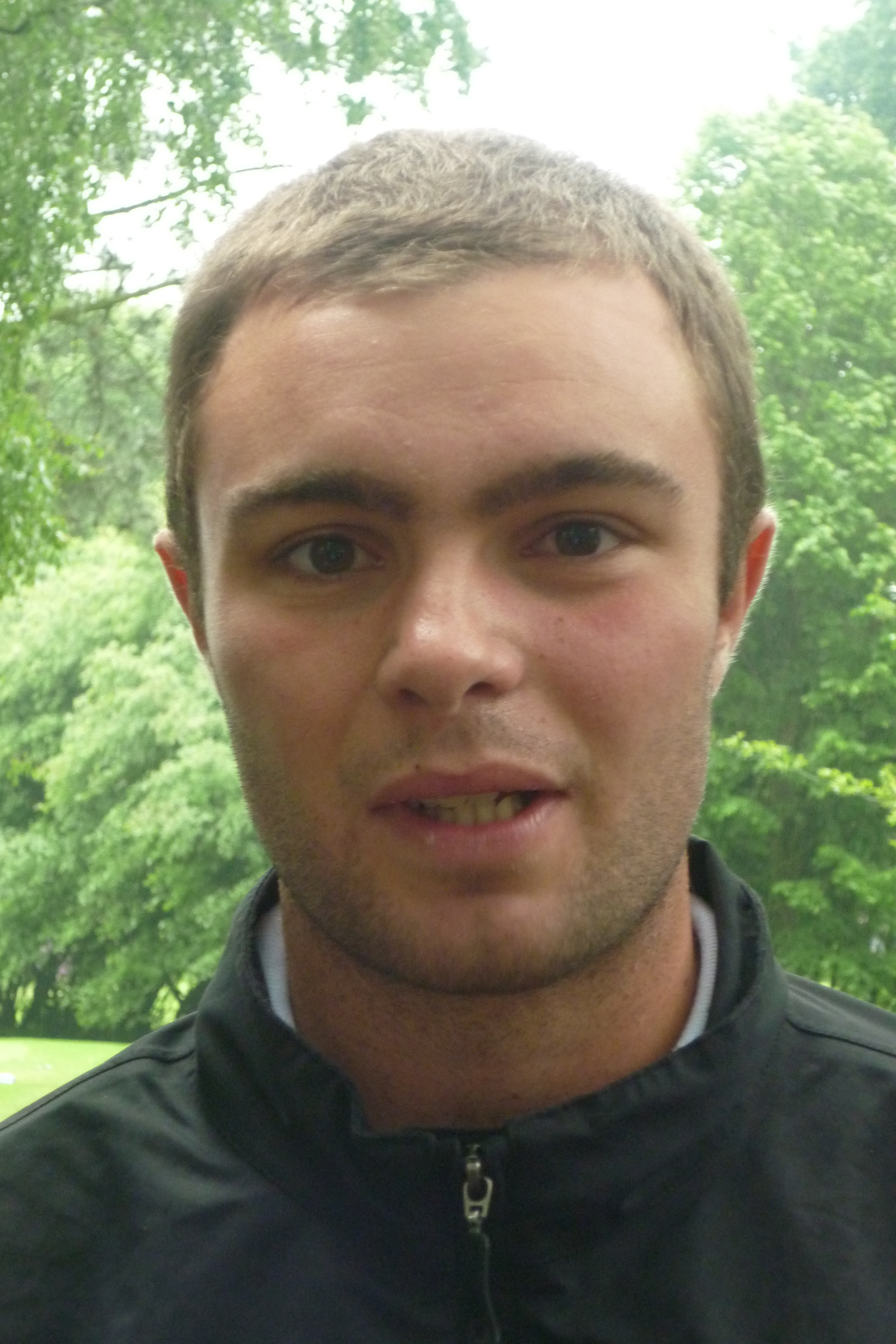
Edouard Dubois, toernooirecord

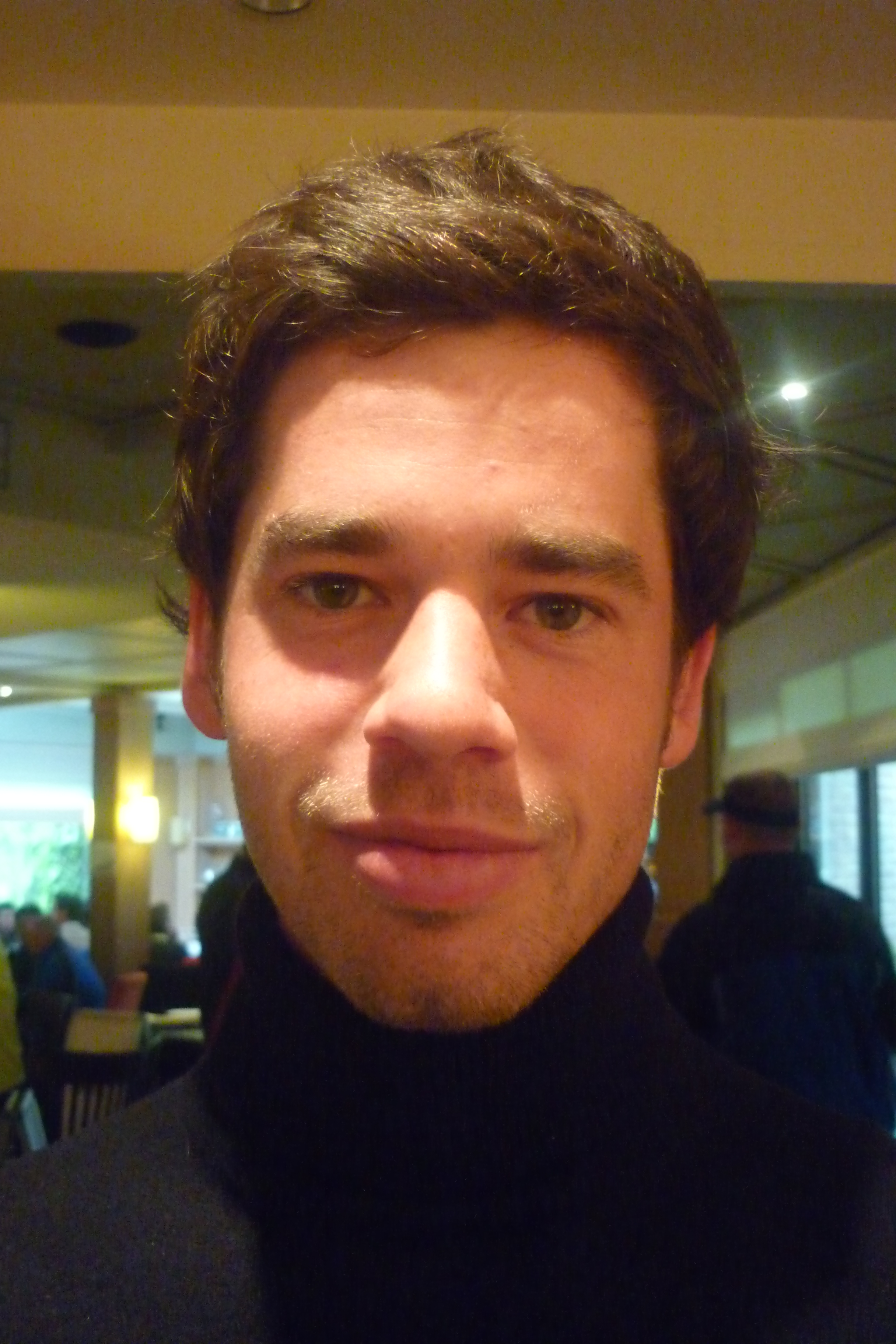
Alexandre Kaleka

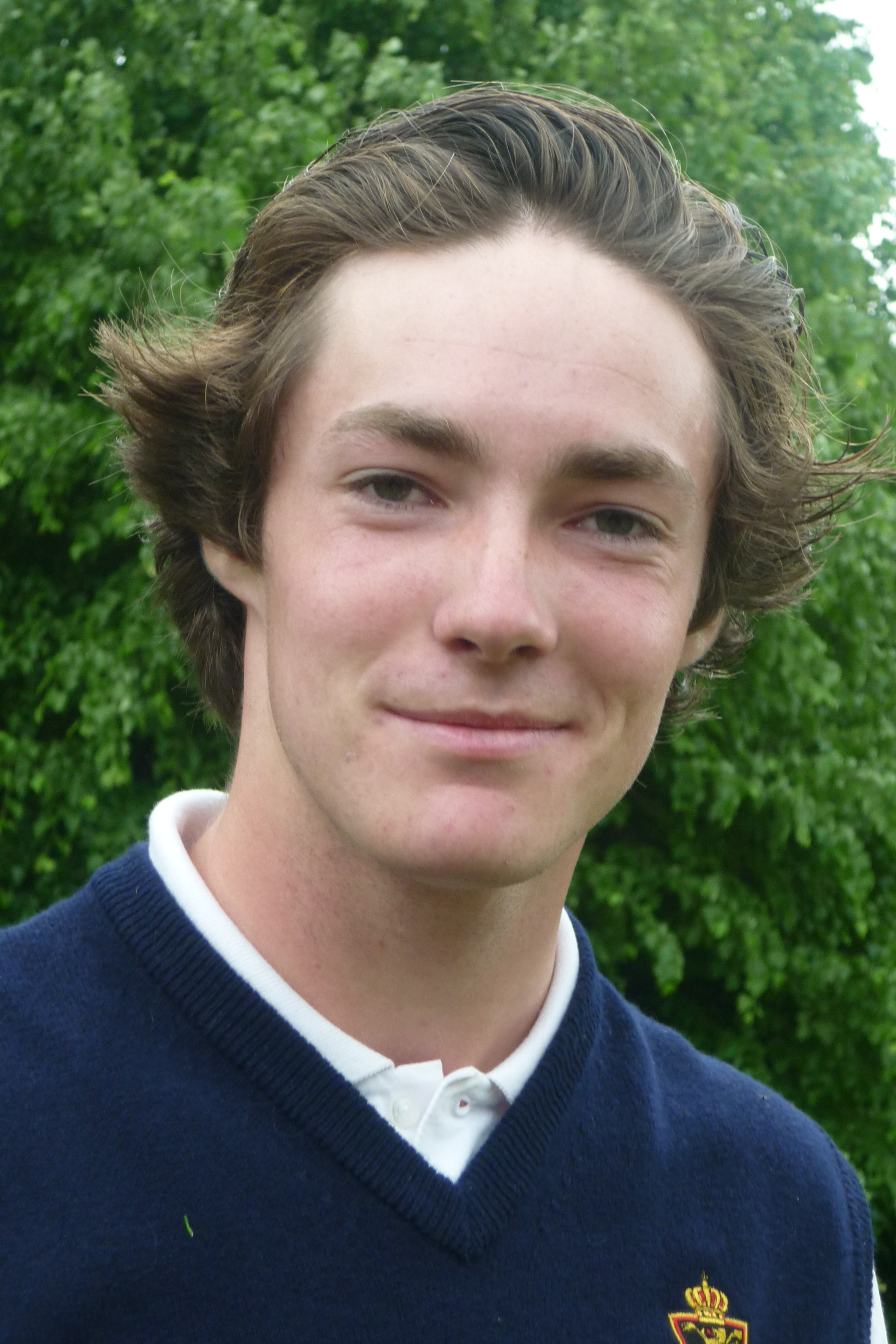
Pierre Alexis Rolland, beste amateur

#### Ronde 1
13:30 uur: Van de zes Nederlanders heeft Floris de Vries zijn eerste ronde gespeeld in 72 slagen, de anderen moeten nog starten. Van de achttien Belgen heeft Pierre Relecom een fraaie ronde van 66 gemaakt en bezet voorlopig de tweede plaats achter Magnus Carlsson. Quentin De Valensart en Thomas De Kezel maakten −1 en delen met veel spelers de 26ste plaats. Vijf Belgen spelen in de middagronde. In de ochtendronde hebben 49 spelers onder par gespeeld.

19:00 uur: Lee Slattery, die tweede reserve was voor de Madrid Masters, die ook in dit weekende wordt gespeeld, kwam toch naar België, speelde gisteren de Pro-Am en werkte zich vandaag naar de eerste plaats met een score van −8. Dit is zowel het baanrecord als toernooirecord. De tweede plaats wordt met −7 bezet door amateur Pierre-Alexis Rolland. Wil Besseling heeft −1 binnengebracht, van de Belgen staan er drie spelers onder par.

#### Ronde 2
15:00 uur: Alexandre Kaleka evenaart het toernooirecord van Lee Slattery en maakt ook een ronde van 64. Slattery maakt 68 en blijft aan de leiding.
Relecom begon de dag met een grote tegenvaller. Zijn caddie was donderdagavond op zijn fiets aangereden en lag in het ziekenhuis.

22:00 uur: Van de zes Nederlanders hebben alleen Floris de Vries en Taco Remkes de cut gehaald. Van alle Belgen hebben alleen Pierre Relecom en Nicolas Vanhootegem zich gekwalificeerd voor het weekend, en daarnaast heeft Pierre-Alexis Rolland zich als enige amateur geplaatst.
Aan de leiding staat nog steeds Lee Slattery, gevolgd door Matt Haines, die pas twee weken geleden professional werd.

#### Ronde 3
Lee Slattery heeft weer een ronde van 68 gemaakt en blijft aan de leiding. De tweede plaats wordt nu ingenomen door Edouard Dubois, die het toernooirecord verbeterde met een foutloze ronde van 63 (−9), negen birdies.

#### Ronde 4
16:00 uur: De top 3 van zaterdag verandert vandaag in dezelfde positie. Lee Slattery begon met drie birdies en bouwde zijn voorsprong dus meteen uit. Het regent regelmatig, maar de baan blijft goed. Er zijn nog een 40-tal spelers in de baan.

Floris de Vries heeft par gemaakt en is een paar plaatsen gestegen, Taco Remkes heeft +3 gemaakt en is naar de 43ste plaats gezakt. De Zweed Niklas Lemke is de belangrijkste steiger want hij maakte −7 en eindigde op de 4de plaats, die hij nu deelt met Simon Wakefield.

17:30 uur: Lee Slattery heeft volgens verwachting gewonnen en Edouard Dubois is met −17 tweede geworden en Alexandre Kaleka met −14 derde.
| Eindstand | Naam                       | R1 | Score | Nr   | R2 | Score | Totaal | Nr   | R3 | Score | Totaal | Nr  | R4 | Score | Totaal |
| --------- | -------------------------- | -- | ----- | ---- | -- | ----- | ------ | ---- | -- | ----- | ------ | --- | -- | ----- | ------ |
| 1         | Lee Slattery               | 64 | −8    | 1    | 68 | −4    | −12    | 1    | 68 | −4    | −16    | 1   | 67 | −5    | −21    |
| 2         | Edouard Dubois             | 67 | −5    | T5   | 72 | par   | −5     | T14  | 63 | −9    | −14    | 2   | 69 | −3    | −17    |
| 3         | Alexandre Kaleka           | 71 | −1    | T55  | 64 | −8    | −9     | 3    | 69 | −3    | −12    | 3   | 70 | −2    | −14    |
| T4        | Niklas Lemke               | 69 | −3    | T11  | 70 | −2    | −5     | T14  | 72 | par   | −5     | T21 | 65 | −7    | −12    |
| T4        | Mark Tullo                 | 72 | par   | T78  | 66 | −6    | −6     | T21  | 69 | −3    | −9     | T6  | 69 | −3    | −12    |
| T35       | Pierre Relecom             | 66 | −6    | T3   | 76 | +4    | −2     | T45  | 71 | −1    | −3     | T33 | 73 | +1    | −2     |
| 41        | Matt Haines                | 66 | −6    | T3   | 67 | −5    | −11    | 2    | 72 | par   | −11    | T4  | 82 | +10   | −1     |
| T43       | Taco Remkes                | 72 | par   | T78  | 71 | −1    | −1     | T55  | 69 | −3    | −4     | T29 | 75 | +3    | −1     |
| T48       | Floris de Vries            | 72 | par   | T78  | 70 | −2    | −2     | T45  | 74 | +2    | par    | T55 | 72 | par   | par    |
| T52       | Pierre-Alexis Rolland (AM) | 65 | −7    | 2    | 76 | +4    | −3     | T31  | 70 | −2    | −5     | T21 | 78 | +6    | +1     |
| 68        | Nicolas Vanhootegem        | 75 | +3    | T118 | 68 | −4    | −1     | T55  | 78 | +6    | +5     | 69  | 73 | +1    | +6     |
| MC        | Richard Kind               | 74 | +2    | T107 | 70 | −2    | par    | T70  |    |       |        |     |    |       |        |
| MC        | Wil Besseling              | 71 | −1    | T54  | 74 | +2    | +1     | T85  |    |       |        |     |    |       |        |
| MC        | Inder van Weerelt          | 75 | +3    | T115 | 72 | par   | +3     | T103 |    |       |        |     |    |       |        |
| MC        | Thomas De Kezel            | 71 | −1    | T54  | 77 | +5    | +4     | T117 |    |       |        |     |    |       |        |
| MC        | Thomas Pieters (AM)        | 72 | par   | T78  | 77 | +5    | +5     | T122 |    |       |        |     |    |       |        |
| WD        | Rolf Muntz                 | 74 | +2    | T107 |    |       |        |      |    |       |        |     |    |       |        |

- leaderboard

## De spelers
| - Juan Abbate - Antti Ahokas - Benjamin Alvarado - Benn Barham - Romain Bechu - Adrien Bernadet - Wil Besseling - Jean-Nicolas Billot - Adam Blyth - Liam Bond - Christophe Brazillier - Daniel Brooks - Lars Brovold - Alessio Bruschi - Niklas Bruzelius - Sebastian Buhl - Jonathan Caldwell - François Calmels - Magnus A. Carlsson - Tony Carolan - Baptiste Chapellan - Gary Clark - Luis Claverie - Julien Clément - Federico Colombo - Nicolas Colsaerts - Marco Crespi - Tiago Cruz - Olivier David - Stuart Davis - Thomas De Kezel - Quentin De Valensart - Didier De Vooght - Pablo Del Grosso - Daniel Denison - Robert Dinwiddie - Jack Doherty - Edouard Dubois - Paul Dwyer - Mattias Eliasson - Klas Eriksson - Borja Etchart | - Ben Evans - Thomas Feyrsinger - Oscar Floren - Sebi García - Jordi Gatcía - Reda Ghazali - Jonathan Gidney - Luke Goddard - Branden Grace - Anthony Grenier - Gerald Gresse - David Griffith - Julien Grillon - Alex Haindl - Matt Haines - Anders Schmidt Hansen - Thomas Haylock - Fredrik Henge - Marcus Higley - Andreas Högberg - Garry Houston - Lee S James - Lasse Jensen - Andrew Johnston - Peter Kaensche - Roope Kakko - Alexandre Kaleka - Rikard Karlberg - Ali Kimani - Richard Kind - Mikko Korhonen - Jan-Are Larsen - Mark Laskey - Bruno-Teva Lecuona - Jesus Legarrea - Niklas Lemke - Steve Lewton - Simon Lilly - Michaël Lorenzo-Vera - Michael Lowe - Callum MacAulay - Jaakko Makitalo | - Fabien Marty - Ben Mason - Jurgen Maurer - Andrew McArthur - Jamie McLeary - Nicolas Meitinger - Ally Mellor - Gregory Molteni - Gilles Monville - Louis Moolman - Colm Moriarty - Jamie Moul - Rolf Muntz - George Murray - Thomas Norret - Dominique Nouailhac - Wade Ormsby - Steen Ottosen - Damien Perrier - Andrea Perrino - Björn Pettersson - Tim Planchin - Iain Pyman - Jean Relecom - Pierre Relecom - Taco Remkes - Laurent Richard - Bernd Ritthammer - Victor Riu - Martin Rominger - Jake Roos - Raymond Russell - Charles-Edouard Russo - Lloyd Saltman - Ricardo Santos - Zane Scotland - Gael Seegmuller - Gareth Shaw - Raimo Sjöberg - Joel Sjöholm - Anders Sjöstrand - Lee Slattery | - Anthony Snobeck - Kyron Sullivan - Nicolas Sulzer - Steve Surry - Alessandro Tadini - Andrew Tampion - Hardeep Thethy - Jerome Theunis - Marius Thorp - Steven Tiley - Mark Tullo - Inder van Weerelt - Nicolas Vanhootegem - Floris de Vries - Alan Wagner - Simon Wakefield - Sam Walker - Daniel Wardrop - Guillaume Watremez - Tom Whitehouse - Oliver Whiteley - Dale Whitnell - Martin Wiegele - Andrew Willey - Guy Woodman - Julien Xanthopoulos - Andrea Zanini - Julio Zapata - Matthew Zions Amateurs - Maxence De Craecker - Edouard Du Monceau de Bergendal - Christopher Mivis - Thomas Pieters - Stefan Quy - Pierre-Alexis Rolland |

Zie ook Europese PGA Tour 2010